# Slow Down (canción de Selena Gomez)
«Slow Down» es una canción de la cantante estadounidense Selena Gomez, incluida en su primer álbum de estudio como solista titulado, Stars Dance, lanzado el 23 de julio de 2013. David Kuncio, Freddy Wexler, Julia Michaels, Lindy Robbins y Niles Hollowell-Dhar compusieron la canción, mientras que The Cataracs lo produjo. Gomez lo presentó por primera vez durante un live chat el 3 de junio de 2013 y posteriormente lo publicó en su canal VEVO en YouTube. Luego de esto, estuvo disponible en iTunes, al preordenar Stars Dance. Líricamente, la canción habla de ralentizar el tiempo y vivir un momento mágico en la pista de baile.
Su recepción comercial fue positiva; en los Estados Unidos alcanzó la posición número 27 del conteo Billboard Hot 100, así como la 33 de la lista Digital Songs y la número 1 en Dance/Club Play Songs. También ingresó a las listas de países como Austria, Canadá, Francia e Irlanda. Por otro lado, recibió comentarios positivos por parte de los críticos; Bill Lamb de About.com lo consideró uno de los mejores temas del álbum, y Bradley Stern de Muumuse dijo que muestra a la artista Gomez «más sexy que nunca».
Philip Andelman dirigió su vídeo musical en París, Francia, y Gomez lo publicó el 19 de julio de 2013 en su cuenta VEVO en YouTube. Algunos críticos señalaron que Gomez no da muestras de madurez artística allí, mientras que otros comentaron que intentó ser una estrella pop sexy. La intérprete cantó la canción en programas como The Tonight Show with Jay Leno y Live with Kelly & Michael.

## Antecedentes y descripción
El 3 de junio de 2013 Selena Gomez realizó un live chat en su canal oficial de YouTube; allí reveló la lista de canciones de su álbum Stars Dance, su fecha de lanzamiento, y presentó por primera vez «Slow Down». Más tarde, publicó el audio oficial del tema en su cuenta VEVO de YouTube; al principio, solo se podía descargar pre-ordenando Stars Dance en iTunes. El 20 de agosto, Hollywood Records lanzó allí dos álbumes de remezclas de la canción. David Kuncio, Freddy Wexler, Julia Michaels, Lindy Robbins y Niles Hollowell-Dhar compusieron el tema, mientras que The Cataracs lo produjo.
Según Andrew Hampp de Billboard, se trata de un tema dance pop lleno de vida con un estribillo de dubstep. De acuerdo con Sam Lansky de Idolator, este también tiene un ligero sonido de guitarra y al final cuenta con un verso hablado. En cuanto a su letra, un escritor de Hollywood Life dijo que «Slow Down» es una canción provocativa que contiene versos como You know I'm good with mouth to mouth resuscitation / Breathe me in, breathe me out —en español: "Sabes, soy buena con la respiración boca a boca, inhalame, exhalame"— y I just want to feel your body right next to mine / All night long —en español: "Solo quiero sentir tu cuerpo junto al mío, toda la noche"—, y según el mismo diario, es una de las más pegadizas del disco. Según la partitura publicada en Musicnotes, la canción está en la tonalidad de do sostenido mayor y el registro vocal de Gomez se extiende desde la nota si menor hasta la do sostenido mayor. Hollywood Records publicó el 20 de octubre de 2013 en iTunes de Reino Unido un EP titulado Slow Down, que contiene el tema junto a canciones inéditas como «Lover In Me» y «I Like It That Way», así como una remezcla de «Come & Get It». Esa misma semana la discográfica lanzó el sencillo independientemente.

## Recepción

### Comentarios de la crítica
El sitio web Direct Lyrics mencionó: «En vista del éxito de "Come & Get It", era obvio que Hollywood Records exigiría a Selena lanzar otro éxito dance pop y "Slow Down" de The Cataracs fue la elección. El nuevo sencillo de Selena es puro fuego, épico y muy vivificante. El ritmo es matador, el estribillo es para morirse, y la voz dulce y frágil de Selena realmente funciona bien con la canción». Bradley Stern de Muumuse comentó que en el tema Gomez muestra su lado más atractivo, lo comparó con Britney Spears, y señaló que la intérprete «volvió a sus raíces». También, comentó que: «Hay un montón de deliciosos tartamudeos, un montón de interferencias de ritmo, muchos versos semi-sugerentes ("I just want to feel your body right next to mine / All night long baby, slow down the song!") No es nada muy revolucionario por supuesto, ¿pero a quién le importa?». El sitio web Weebly escribió que:

«En su segundo sencillo "Slow Down", de su muy esperado cuarto álbum de estudio Stars Dance Selena Gomez aviva a sus fanes con un petardo de club. Con un estilo diverso, aparte de su sencillo anterior "Come & Get It", esta pista se ha llenado de ganchos pegadizos y un flujo impresionante que entretiene al oyente con unos pocos golpecitos con el pie. La producción fue fresca y se mantuvo así a pesar de que la innovación es un poco escasa en esta canción de verano con auto-tune».

Bill Lamb de About.com en su revisión de Stars Dance dijo que el tema es «todo menos lento. El ritmo instantáneo te hará querer bailar. Producido por The Cataracs, incorpora un [toque] dubstep para sonar actual». Asimismo, Lamb lo escogió como uno de los mejores temas del álbum, junto a «Stars Dance», «Forget Forever» y «Save the Day». Hillary Johns de Recapo dijo que: «Si bien "Slow Down" no es mi canción favorita del álbum, es divertida. En términos de los éxitos de Selena, está justo ahí con "Love You like a Love Song", pero de ninguna forma está cerca de la [canción] digna de twerking "Birthday", la primera canción del álbum. "Slow Down" es una canción divertida que definitivamente entrará en los top 10 en las semanas siguientes.»

### Recibimiento comercial
En los Estados Unidos alcanzó el número veintisiete de la lista Billboard Hot 100 y el treinta y tres en Digital Songs. En Pop Songs llegó al puesto número siete, lo que lo convierte en el tercer tema de Gomez que logra el top 10, luego de «Love You like a Love Song» que alcanzó el número seis y «Come & Get It» que llegó al número dos. En Dance/Club Play Songs ocupó el número uno, lo que lo convirtió en el sexto sencillo de Gomez que logra encabezar esa lista. La RIAA certificó al tema con un disco de platino luego de que vendiera un millón de copias en los Estados Unidos. En Canadá alcanzó el número veinte y nueve. Fuera de Norteamérica su recepción comercial fue menos destacada; en Austria alcanzó el número setenta y cinco y en Francia el ochenta y tres. La última de estas posiciones convirtió a «Slow Down» en la tercera canción de Gomez, con y sin Selena Gomez & the Scene que logra ingresar a la lista de Francia, junto a «Love You like a Love Song» y «Come & Get It». En la región Flandes de Bélgica alcanzó el número dos de la lista Ultratip 40, así como el trece en la misma lista perteneciente a la región Valona. Por otro lado, en Irlanda llegó al número noventa y ocho de la lista Irish Singles Chart, y en Eslovaquia alcanzó el treinta y cuatro.

## Video musical
El video musical que acompaña a "Slow Down" fue dirigido por Philip Andelman y filmado en París, Francia, en mayo de 2013. Se filtró en línea el 19 de julio y luego se subió a su cuenta oficial de Vevo. El video muestra a Gomez sentada en el asiento trasero de un Mercedes-Benz 600 (W100) de distancia entre ejes corta. Las escenas del automóvil se combinan con ella caminando por las calles de París bailando en un club vestida con un traje de dos piezas con bailarines de respaldo frente a luces de neón pulsantes. El vídeo superaría las 350 millones de visualizaciones en la plataforma de YouTube.

## Promoción

### Vídeo musical
Gomez publicó un vídeo musical en su canal VEVO en YouTube el 19 de julio de 2013 para promocionar el sencillo. Este se publicó un día antes de lo previsto debido a que el día anterior se filtró en Internet. Gomez filmó el vídeo en París, Francia, este estuvo dirigido por Philip Andelman y cuenta con una duración de tres minutos y treinta y un segundos. El vídeo inicia con una toma de la ciudad de París y Gomez viajando en un sedán Mercedes-Benz. Posteriormente, aparece bailando en un club repleto de luces de neón y rodeada de bailarines. Estas escenas se intercalan hasta que aparece la intérprete caminando por la ciudad con una chaqueta, unas botas y un short de color negro. Finalmente, hace una pequeña coreografía con el grupo de bailarines. El sitio web The LOL Phase observó que el vídeo tiene una vibra de Jennifer Lopez. Asimismo, un escritor del mismo sitio web comentó que:

«Honestamente, creo que Selena pudo hacerlo mejor en este vídeo. Claro, ella luce linda y la canción es pegadiza, pero parece que está tratando demasiado de crecer aquí. Todos sabemos que ella ya no es una niña, pero este vídeo parece estar tratando de meter eso en nuestras cabezas un poco más. No, no es tan malo como el más reciente intento de su antigua co-estrella de Disney Miley Cyrus, pero aún es un poco muy serio para mí. La extraño sonriendo en sus vídeos, en lugar de tratar de ser una sexy estrella pop».

Un periodista de la revista RG Magazine escribió: «En caso de que te lo hayas perdido, Selena Gomez lanzó el vídeo musical oficial de "Slow Down"; bueno, no estamos impresionados. Selena que es conocida por sus glamourosos vídeos musicales, que giran en torno a su belleza, y cambios de vestuario, nos aburrió con su nuevo vídeo musical. El vídeo es una copia mediocre de su vídeo poco conocido "Round & Round"... Excepto por la historia». Brian Zacher de Examiner le otorgó dos estrellas de cinco al vídeo y comentó que:

«Es un montón de las típicas escenas de una canción club rápida, lo que es "Slow Down". Vemos a la cantante en el asiento de atrás de un auto veloz, bailando y festejando en un club, y liderando una pieza coreografeada con seis bailarines de fondo. Todos los estándares. Muchos han dicho que con este álbum (y con su papel en Spring Breakers) estamos viendo la transición de Gomez fuera del mundo de animadora de niños a una artista madura. Pero "Slow Down" muestra que no está apresurando la transición. Por supuesto la canción tiene el verso "You know I'm good with mouth to mouth resuscitation / Breathe me in, breathe me out" —en español: "Sabes, soy buena con la respiración boca a boca, inhalame, exhalame"— así como también "I just want to feel your body right next to mine / All night long" —en español: "Solo quiero sentir tu cuerpo junto al mío, toda la noche"— pero de hecho no vemos nada de eso. Qué fácil hubiera sido tener a un chico llenando ese papel. No tenía que haber estado sola en el carro. Incluso en la escena del club tiene gente a su alrededor, sin embargo nadie está bailando en ella. Ningún cuerpo está junto al de ella. Ha habido otros artistas jóvenes que apresuraron la transición de estrella infantil a adulto, yendo de un extremo al otro, y el resultado es desastroso. Ese no es el caso de "Slow Down". El vestuario puede, como ella, lucir un poco más maduro, pero ciertamente no es desastroso».

Por otro lado, Bradley Stern de Muumuse dijo que en el vídeo Gomez «te da un toque de deleite de la escapista Spring Breakers (¡pero de una manera elegante!) te da un abdomen de "I'm A Slave 4 U" y te da hairflips. Así que, te inclinarás». Stern añadió que el vídeo tiene influencias de Britney Spears y Cheryl Cole.

### Interpretaciones en directo
Gomez lo interpretó en vivo por primera vez el 29 de junio, junto a «Come & Get It», en el evento de Macy's para celebrar el 4 de julio. Luego, lo presentó en el programa Tonight Show with Jay Leno, el 21 del mismo mes. El 25 de julio, cantó en la serie de conciertos iHeartRadio Coca-Cola Summer temas como «Save the Day», «Birthday», «Love You like a Love Song», «Come & Get It» y «Slow Down». Al día siguiente, interpretó «Come & Get It», «Birthday», «Slow Down» y «Love You like a Love Song» en el programa matutino Good Morning America, con unos pantalones holgados de cuero y una blusa negra de manga larga. El mismo día, lo cantó en el programa Live With Kelly & Michael. El 17 de octubre interpretó el tema en el programa The View. Al día siguiente lo cantó en el programa nocturno The Late Show with David Letterman, en Nueva York. El 7 de noviembre cantó «Slow Down» en la versión estadounidense de The X Factor. Sin embargo, su presentación salió al aire a la semana siguiente, el 14 de noviembre. El 28 de noviembre, día de Gracias, lo cantó junto a «Come & Get It» y «Like a Champion» en el show de medio tiempo del juego de fútbol americano de los Dallas Cowboys.

## Formatos
- Descarga digital

| «Slow Down» — Sencillo |             |          |  |
| N.º                    | Título      | Duración |  |
| 1.                     | «Slow Down» | 3:30     |  |

| Slow Down (Remixes) |                                  |          |  |
| N.º                 | Título                           | Duración |  |
| 1.                  | «Slow Down» (Chew Fu Refix)      | 5:48     |  |
| 2.                  | «Slow Down» (Danny Verde Remix)  | 6:49     |  |
| 3.                  | «Slow Down» (DJLW Remix)         | 6:56     |  |
| 4.                  | «Slow Down» (Jason Nevins Remix) | 5:54     |  |
| 5.                  | «Slow Down» (Smash Mode Remix)   | 5:21     |  |

| Slow Down (Reggae Remixes) |                                              |          |  |
| N.º                        | Título                                       | Duración |  |
| 1.                         | «Slow Down» (Sure Shot Rockers Reggae Remix) | 7:15     |  |
| 2.                         | «Slow Down» (Sure Shot Rockers Reggae Remix) | 3:38     |  |
| 3.                         | «Slow Down» (Sure Shot Rockers Reggae Remix) | 3:15     |  |

| Slow Down — EP |                                          |          |  |
| N.º            | Título                                   | Duración |  |
| 1.             | «Slow Down»                              | 3:30     |  |
| 2.             | «Lover In Me»                            | 3:28     |  |
| 3.             | «I Like It That Way»                     | 4:11     |  |
| 4.             | «Come & Get It» (Cosmic Dawn Club Remix) | 6:28     |  |

| Slow Down (Promotional CD single) |                                                 |          |  |
| N.º                               | Título                                          | Duración |  |
| 1.                                | «Slow Down» (Chew Fu Refix)                     | 5:47     |  |
| 2.                                | «Slow Down» (Danny Verde Remix)                 | 6:48     |  |
| 3.                                | «Slow Down» (DJLW Remix)                        | 7:10     |  |
| 4.                                | «Slow Down» (Jason Nevins Remix)                | 6:00     |  |
| 5.                                | «Slow Down» (Smash Mode Remix)                  | 5:22     |  |
| 6.                                | «Slow Down» (Paolo Ortelli & Luke Degree Remix) | 6:11     |  |
| 7.                                | «Slow Down» (Enrry Senna Remix)                 | 6:37     |  |
| 8.                                | «Slow Down» (Razor N Guido Remix)               | 7:20     |  |
| 9.                                | «Slow Down» (Mike Cruz Remix)                   | 6:30     |  |
| 10.                               | «Slow Down» (Silver A Remix)                    | 4:35     |  |
| 11.                               | «Slow Down» (Ryan Kenney Remix)                 | 6:04     |  |
| 12.                               | «Slow Down» (Sure Shot Rockers Reggae Remix)    | 7:16     |  |

## Posicionamiento en las listas

### Semanales
| País              | Lista                    | Mejor posición |      |
| 2013              | 2013                     | 2013           | 2013 |
| ----------------- | ------------------------ | -------------- | ---- |
| Australia         | Australian Singles Chart | 93             |      |
| Austria           | Ö3 Austria Top 75        | 71             |      |
| Bélgica (Flandes) | Ultratip 40              | 2              |      |
| Bélgica (Valonia) | Ultratop 50              | 40             |      |
| Canadá            | Canadian Hot 100         | 29             |      |
| Eslovaquia        | Radio Top 100            | 34             |      |
| Estados Unidos    | Billboard Hot 100        | 27             |      |
| Estados Unidos    | Digital Songs            | 33             |      |
| Estados Unidos    | Pop Songs                | 7              |      |
| Estados Unidos    | Dance/Club Play Songs    | 1              |      |
| Estados Unidos    | Radio Songs              | 15             |      |
| Estados Unidos    | Streaming Songs          | 19             |      |
| Estados Unidos    | Adult Pop Songs          | 30             |      |
| Francia           | French Singles Chart     | 31             |      |
| Grecia            | Greece Digital Songs     | 8              |      |
| Irlanda           | Irish Singles Chart      | 98             |      |
| Líbano            | Lebanese Top 20          | 15             |      |
| México            | Mexico Ingles Airplay    | 8              |      |

#### Sucesión en lista
| Predecesor: «Turn the Night Up» de Enrique Iglesias | Dance/Club Play Songs — Sencillo número uno 28 de septiembre de 2013 — 5 de octubre de 2013 | Sucesor: «Applause» de Lady Gaga |

### Certificaciones
| País           | Organismo certificador | Certificación | Ventas certificadas | Ref.   |
| -------------- | ---------------------- | ------------- | ------------------- | ------ |
| Estados Unidos | RIAA                   | Platino       | 1 000               | [ 32 ] |
| México         | AMPROFON               | Oro           | 30 000              | [ 60 ] |

### Anuales
| \| Estados Unidos \| Dance/Club Play Songs[61] \| 48 \| |                       |          |
| País                                                    | Lista                 | Posición |
| 2013                                                    |                       |          |
| Estados Unidos                                          | Dance/Club Play Songs | 48       |

## Créditos y personal
- Coproductor: David Kuncio.
- Ingeniero de mezclas: John Hanes.
- Mezclas: Serban Ghenea.
- Productor: The Cataracs.
- Voz: Selena Gomez
- Productor vocal: Niles Hollowell-Dhar.
- Compositores: David Kuncio, Freddy Wexler, Julia Michaels, Lindy Robbins y Niles Hollowell-Dhar.

Fuente: Discogs